# 義村朝明
義村 朝明（よしむら ちょうめい、道光10年/文政13年9月11日（1830年10月27日） - 光緒23年/明治30年（1898年）1月9日）は、琉球王国末期の官僚・政治家、義村御殿3世当主。琉球独立運動の中心人物で知られる。唐名は向志礼（しょうしれい）。正式な呼称は義村按司朝明。
道光10年（1830年、文政13年）、実父向文輝・奥武親方朝昇の五男として首里で生まれる。道光27年（1847年）、義村御殿は跡継ぎがいないため、分家から朝明を養子を迎えた。東風平間切の総地頭となり、疲弊した間切の再建に功があった。
1879年（明治12年、清国光緒4年）、明治政府は琉球王国が併合強要（琉球処分）、国王尚泰を東京へ連行、同年中に沖縄県を設置した。朝明は琉球処分に反対して、頑固党を指導した。日清戦争中、清国勝利祈願運動を展開した。清国の敗戦により清国へ長男・小城按司朝真とともに亡命、「琉球独立」を清国に訴える。1898年に福州柔遠駅で亡くなった。68歳没。

## 系譜
- 父：尚謙・義村王子朝章

- 実父：向文輝・奥武親方朝昇
- 実母：思戸（向大儀・松島親方朝常の娘）

- 室：思戸金（馬氏内間親雲上良経の娘）
  - 長男：向明良・小城按司朝真
  - 長女：眞蒲戸
- 継室：眞蒲戸金（尚健・伊江王子朝忠の娘）
  - 次男 向明徳・義村按司朝義
  - 四男 向明通
  - 六男 向明錦
  - 三女 眞鶴金
  - 九男 向明秀
- 妾 牛（西原間切小橋川村百姓呉屋筑登之の娘） 
  - 三男 向明遠
  - 五男 向明達
  - 次女 思戸金
  - 七男 向明廉
  - 八男 向明藹